# 城東消防署 (ソウル特別市)
城東消防署（ソンドンしょうぼうしょ）はソウル消防災難本部所属の消防署である。

## 管轄区域
- 城東区

## 沿革
- 2017年 - 広津消防署から分離して設置。杏洞119安全センターを往十里119安全センターに改称。

## 119安全センター
| 119安全センター       | 住所 | 管轄区域 |
| --------------------- | ---- | -------- |
| 聖水119安全センター   |      |          |
| 往十里119安全センター |      |          |
| 金湖119安全センター   |      |          |